# Megacythere twofoldbayensis
Megacythere twofoldbayensis is een mosselkreeftjessoort uit de familie van de Cytheromatidae.